# Gérard Colinelli
Gérard Colinelli, né le 11 juillet 1953 dans le 2e arrondissement de Lyon et mort le 19 novembre 2010 à Saint-Germain-Chassenay, est un coureur cycliste français.

## Biographie
Gérard Colinelli grandit au sein d'une famille de cyclistes. Son père Angelo a lui-même pratiqué ce sport au niveau professionnel, et son oncle Georges a également effectué une carrière chez les amateurs. Il se forme à l'ASEB Villeurbanne, où il devient devient régional du Lyonnais en 1969 dans la catégorie cadets (moins de 17 ans). 
Entre 1972 et 1973, il s'impose à onze reprises, sous les couleurs de l'ASBM Lyon. Il intègre ensuite l'AC Boulogne-Billancourt en 1974, un club réputé en région parisienne. Durant cette saison, il remporte douze courses, dont Paris-Troyes, le Grand Prix de La Machine ou Paris-Briare. Sur piste, il devient champion de France de poursuite par équipes. Il a également été sélectionné en équipe de France amateurs. Malgré ses performances, il ne passe jamais professionnel.

## Palmarès et résultats

### Palmarès sur route
- 1973
  - 2e de Paris-Blancafort
- 1974
  - 2e étape du Circuit de Saône-et-Loire
  - Paris-Troyes
  - Grand Prix de La Machine
  - Paris-Briare
  - 3e de Paris-Ézy
  - 3e de Paris-Épernay
  - 3e du Grand Prix de l'Équipe et du CV 19e
  - 3e de Montoire-Versailles
- 1975
  - Grand Prix de Nevers
  - Grand Prix de La Machine
  - Grand Prix d'Issoire
  - 2e de Paris-Mantes
- 1977
  - 3e de Dijon-Auxonne-Dijon

### Palmarès sur piste
- 1974
  -  Champion de France de poursuite par équipes amateurs